# Dejeaniops beckeri
Dejeaniops beckeri är en tvåvingeart som beskrevs av Engel 1920. Dejeaniops beckeri ingår i släktet Dejeaniops och familjen parasitflugor. Inga underarter finns listade i Catalogue of Life.